# Tom Clancy's The Division
Tom Clancy's The Division es un videojoc d'acció en tercera persona, multijugador de món obert, que ha estat desenvolupat i distribuït per la companyia Ubisoft amb l'ajut de Red Storm Entertaiment, per a les plataformes Microsoft Windows, PlayStation 4, i Xbox One. Va ser anunciat durant la conferència de premsa d'Ubisoft l'any 2013, i ser comercialitzat mundialment a partir del dia 8 de març de l'any 2016. The Division està ambientat en la ciutat de Nova York després d'una epidèmia causada per un virus. El jugador es un agent d'una unitat del Govern anomenada The Division. La tasca del jugador és ajudar a restablir l'ordre en el barri de Manhattan, investigar l'origen de la pandèmia, i combatre l'activitat criminal que té lloc en la ciutat. The Division està estructurat amb elements propis dels jocs de rol, també disposa d'un mode cooperatiu, i d'un mode multijugador. El joc ha rebut crítiques positives, i ha estat un èxit comercial. Tan sols una setmana després de la seva sortida al mercat, The Division va esdevenir el joc més venut de la companyia, i va generar a nivell global uns beneficis de 330 milions de dolars.